# 一輪車トライアル&MUni競技大会
一輪車トライアル&MUni競技大会（いちりんしゃトライアル アンド マウンテン・ユニきょうぎたいかい）とは、社団法人日本一輪車協会（JUA）と日本サイクルスポーツセンター（CSC）が主催する一輪車によるトライアルとマウンテン種目の競技大会である。

## 概要
2005年9月19日に静岡県伊豆市・CSCで第1回大会を開催。通常は毎年11月の第3日曜日にCSCで行われる。なお、出場費はトライアルが1,500円、マウンテン種目が1,500円。

## 参加資格・車種・カテゴリー・クラス分け
- 参加資格 
  - 競技規定、クラス、ルール、マナーを守れる者で、申込期間内にエントリーした団体及び個人選手。
- 車種
  - トライアル、マウンテン競技とも規定なし。
- カテゴリー
  - トライアル
  - 高飛び
  - ヒル・クライム
  - ダウン・ヒル
  - クロスカントリー
- クラス分け
  - 男子小学生以下、女子小学生以下、男子中学生以上29歳女子中学生以上、男子30歳以上、男女混合エキスパート

## コース
トライアル
CSC入り口ゲート前特設トライアルコース
高飛び
CSC入り口ゲート前特設トライアルコース脇
ヒル・クライム
CSC5kmサーキットスタンド前上り坂脇の草地斜面使用
ダウン・ヒル
CSCマウンテンバイクコース横の山の斜面を使用
クロスカントリー
CSCマウンテンバイクコースを使用

## 表彰
各カテゴリー別に、優勝者には盾、上位3位までは賞状が貰える。

## 主催・主管
- 主催
  - 社団法人日本一輪車協会
  - CSC日本サイクルスポーツセンター
- 主管
  - Uni-Trials＆MUni実行委員会